# Helmuth Jungbauer
Helmuth Jungbauer (* 23. Dezember 1941 in Sarau, Böhmerwald) ist ein deutscher Verleger. Von 1995 bis 2009 war er Herausgeber des Fränkischen Tags in Bamberg.
Nach dem Besuch eines Humanistischen Gymnasiums in Niederbayern studierte Jungbauer an den Universitäten in Würzburg und München Volkswirtschaftslehre und Sozialwissenschaften. Von 1968 bis 1970 arbeitete er in Würzburg als wissenschaftlicher Assistent von Erich Carell. 1971 nahm er eine Stelle bei der Regierung der Oberpfalz an, wo er sich um die gewerbliche und kommunale Wirtschaftspolitik kümmerte.
1974 wechselte er nach München in das Bayerische Staatsministerium für Wirtschaft und Verkehr und arbeitete dort in der regionalen Strukturpolitik mit. 1979 holte ihn der damalige Staatssekretär Georg von Waldenfels als persönlichen Referenten. In den Jahren 1987/88 war er persönlicher Referent des Staatssekretärs Alfons Zeller.
1988 schied Jungbauer aus dem bayerischen Wirtschaftsministerium aus und wurde Hauptgeschäftsführer der Industrie- und Handelskammer für Oberfranken. 1995 gab er seine Stellung als Beamter auf Lebenszeit auf und übernahm 14 Jahre lang die Leitung des Fränkischen Tags.

## Auszeichnungen
- 2000: Bundesverdienstkreuz 1. Klasse
- 2007: Bayerischer Verdienstorden
- 2009: Johann-Georg-August-Wirth-Preis
- 2012: Bürgermedaille der Stadt Bamberg

| Personendaten    | Personendaten      |
| ---------------- | ------------------ |
| NAME             | Jungbauer, Helmuth |
| KURZBESCHREIBUNG | deutscher Verleger |
| GEBURTSDATUM     | 23. Dezember 1941  |
| GEBURTSORT       | Sarau              |